# هاري أيس
هاري أيس (بالإنجليزية: Harry Ice)‏ هو لاعب كرة قدم أمريكية أمريكي، ولد في 20 أغسطس 1918، وتوفي في 16 أكتوبر 1997.